# Открытое море (телесериал)
«Открытое море» (исп. Alta mar) — оригинальный испанский телевизионный сериал «Netflix» и «Bambú Producciones». В главных ролях Ивана Бакеро, Алехандра Ониева, Элой Асорина и Джон Кортахарена. Премьера состоялась 24 мая 2019 года. В июне 2019 года стартовали съемки второго сезона, который вышел 22 ноября 2019 года. Как сообщается, в ноябре 2019 года производственная компания Bambú Producciones заявила, что телесериал вернется на третий сезон в 2020 году и что над сценарием четвертого сезона также работают. Кроме того, актер Джон Кортахарена, который играет Николаса Васкеса, подтвердил третий сезон на своей официальной странице в Instagram 6 ноября 2019 года. Планировался и четвертый сезон, но Netflix решил не продолжать его, закончив сериал в 2020 году.

## Сюжет
События разворачиваются в 40-х годах XX века на пассажирском океаническом лайнере «Барбара де Браганца», который направляется из Испании в Бразилию в поисках лучшего будущего. На нём путешествуют сёстры Каролина и Ева Вильянуэва. Сериал начинается с того, как таинственная женщина просит помощи у сестер. В конце концов ее кто-то сбрасывает с корабля, и таким образом начинается следствие таинственного убийства женщины, которой нет в списке пассажиров, и никто ее не помнит. После серии тайн, раскрытых друг за друга и еще 2 убийств, выясняется, что Карлос Вильянуэва, отец двух сестер, которого считали погибшим в течение последних 2 лет, жив и является виновником отправки тысяч людей в концлагеря. Наконец его берут под арест, и в конечном итоге Каролина выходит замуж за владельца корабля. Но ниоткуда появляется лодка, который просит помощи, и капитан решает помочь им. Тайна, связанная с таинственным лодкой, будет раскрыта во втором сезоне.